# Tonga na Letnich Igrzyskach Olimpijskich 1992
Tonga na Letnich Igrzyskach Olimpijskich 1992 reprezentowało pięciu zawodników (sami mężczyźni). Był to 3 start reprezentacji Tonga na letnich igrzyskach olimpijskich. Paea Wolfgramm zdobył pierwszy medal dla Tonga na igrzyskach olimpijskich.

## Skład kadry

### Lekkoatletyka
Mężczyźni
- Tolutaʻu Koula – bieg na 100 m – odpadł w eliminacjach,
- Mateaki Mafi – bieg na 200 m – odpadł w eliminacjach,
- Paeaki Kokohu – bieg na 400 m przez płotki – odpadł w eliminacjach,
- Homelo Vi – dziesięciobój – 26. miejsce,

### Podnoszenie ciężarów
Mężczyźni
- Uasi Vi Kohinoa – waga do 75 kg – 31. miejsce,